# Skalničky
Skalničky (abreviado Skalničky) es una revista científica con ilustraciones y descripciones botánicas que es publicada en Praga desde el año 1971.